# Extraterrestre (pel·lícula)
Extraterrestre s una pel·lícula espanyola dirigida per Nacho Vigalondo i protagonitzada per Michelle Jenner, Julián Villagrán i Carlos Areces. És el segon llargmetratge del director. Va ser filmada en Cantàbria i es va estrenar en Espanya el 23 de març de 2012.
La pel·lícula va ser presentada a nivell mundial en el Festival Internacional de Cinema de Toronto, també es va presentar al Festival Internacional de Cinema de Sant Sebastià, al Festival de Sitges i al Fantastic Fest d'Austin a Texas.

## Sinopsi
Julio (Julián Villagrán) es desperta un matí amb una terrible ressaca en un apartament perfecte, al costat d'una noia impressionant, incapaç de recordar el que va succeir la nit anterior. Juliol s'enamora a l'instant, ella no. Ella és Julia (Michelle Jenner), i l'única cosa que vol és que Juliol es vagi, però la invasió alienígena que acaba de començar li serveix d'excusa per a quedar-se. Carlos, el marit de Julia, apareix i l'amenaça alienígena cada vegada és més terrible, però Juliol té una cosa clara: igual que els extraterrestres han viatjat a través de l'univers per a acabar amb la humanitat, ell és aquí per a quedar-se.

## Repartiment
- Michelle Jenner és Julia.
- Julián Villagrán és Julio.
- Carlos Areces és Ángel.
- Raúl Cimas és Carlos.
- Miguel Noguera és el presentador de TV

## Premis
- Premi Cineuropa 2011 al Festival de Cinema Europeen des Arcs.[3]
- Premi al millor actor al Fantastic Fest d'Austin per Julián Villagrán.[4]